# Городецький ключ
Городецький ключ (волость) — група населених пунктів у складі Кобринської губернії. На чолі стояв ключовий економ. По даних коморника Людвіка Кройца, мала в 1765 році 185 волок.
Стан на 1783 рік:

## міста
- Городець

## села
- Грушова
- Камень
- Осмоловичі
- Челищевичі
- Угли
- Худлин

## авульс
- Грушова